# Expedició 53
L'Expedició 53 va ser la 53a estada de llarga durada a l'Estació Espacial Internacional, que va començar a partir de la sortida de la Soiuz MS-04 el 3 de setembre de 2017 i va arribar a la conclusió amb la sortida de la Soiuz MS-05 el 14 de desembre de 2017. Randolph Bresnik, Paolo Nespoli i Sergey Ryazansky van ser transferits de l'Expedició 52, amb Randolph Bresnik prenent el paper de comandant. La transferència de comandaments de l'Expedició 53 a l'Expedició 54 es va fer el 13 de desembre de 2017. L'expedició 53 va finalitzar oficialment el 14 de desembre de 2017 5:14 UTC, amb el desacoblament de la Soiuz MS-05.

## Tripulació
| Posició           | Primera Part (Agost a setembre de 2017)  | Segona Part (Setembre a desembre de 2017)   |
| ----------------- | ---------------------------------------- | ------------------------------------------- |
| Comandant         | Randy Bresnik, NASA Segon vol espacial   | Randy Bresnik, NASA Segon vol espacial      |
| Flight Engineer 1 | Sergey Ryazansky, RSA Segon vol espacial | Sergey Ryazansky, RSA Segon vol espacial    |
| Flight Engineer 2 | Paolo Nespoli, ESA Tercer vol espacial   | Paolo Nespoli, ESA Tercer vol espacial      |
| Flight Engineer 3 |                                          | Alexander Misurkin, RSA Segon vol espacial  |
| Flight Engineer 4 |                                          | Mark T. Vande Hei, NASA Primer vol espacial |
| Flight Engineer 5 |                                          | Joseph M. Acaba, NASA Tercer vol espacial   |